# Popstar Never Stop Never Stopping
Popstar: Never Stop Never Stopping és una pel·lícula de comèdia musical de fals documental nord-americana del 2016 dirigida per Akiva Schaffer i Jorma Taccone i escrita i protagonitzada per Andy Samberg, Taccone i Schaffer. El trio, conegut col·lectivament com The Lonely Island, també va coproduir la pel·lícula amb Judd Apatow i Rodney Rothman. Sarah Silverman, Tim Meadows, Imogen Poots, Joan Cusack, Maya Rudolph i Chris Redd apareixen en papers secundaris.
El film va ser estrenat el 3 de juny de 2016 per Universal Pictures i es va convertir en un fracàs de taquilla, amb una recaptació de poc més de 9,7 milions de dòlars amb un pressupost de 20 milions de dòlars. Va rebre crítiques positives i ha desenvolupat un seguiment de culte. Ha estat subtitulada al català.